# Чинизелло-Бальсамо
Чинизе́лло-Ба́льсамо (итал. Cinisello Balsamo) — город в Италии, в провинции Милан области Ломбардия.
Население составляет 73 935 человек (на 2004 г.), плотность населения составляет 6034 чел./км². Занимает площадь 12 км². Почтовый индекс — 20092. Телефонный код — 02.
Покровителем города почитается святитель Амвросий Медиоланский, празднование 7 декабря.